# フェルド (砲艦)
フェルド (Sköld) はスウェーデンの装甲砲艦。「ガルメル」に次いで建造された装甲砲艦である。
ストックホルムのベリスンス造船所で建造。1868年11月11日進水。1869年2月27日竣工。当時存在していた陸軍の王立岩礁砲兵隊に所属し、同隊が1873年に廃止されると海軍に移された。海軍では三等装甲艇に類別された。
ジョン・エリクソンが最初の図面と型を用意し、アウグスト・ディ・アイリーが設計した。基準排水量262トン、全長31.84m、最大幅6.96m、吃水2.29m。または、満載排水量250トン、全長31.93m、垂線間長26.06m、最大幅6.81m、吃水2.31m。
2気筒蒸気機関と煙菅缶1基を搭載し、出力17指示馬力で速力3.9ノット。または、速力4ノット。また、エリクソン設計の人力推進装置が搭載されており、24人で最大約1.5ノットを出せた。この人力装置は早い段階で撤去された。
兵装は26.7cmM/66型前装滑腔砲1門で、固定されており旋回は出来なかった。1870年に26.7cm砲は24cmM/69型後装施条砲に換装され、また10銃身12mm機銃が一つ追加された。
装甲厚は舷側64mm、砲楯前面207mm、側面60mm（前面220mm、側面後面93mm）、甲板19mm（13mm）、司令塔178mm。、
1890年に予備役となり、1907年に標的として沈められた。